# Herrschaft Jungnau

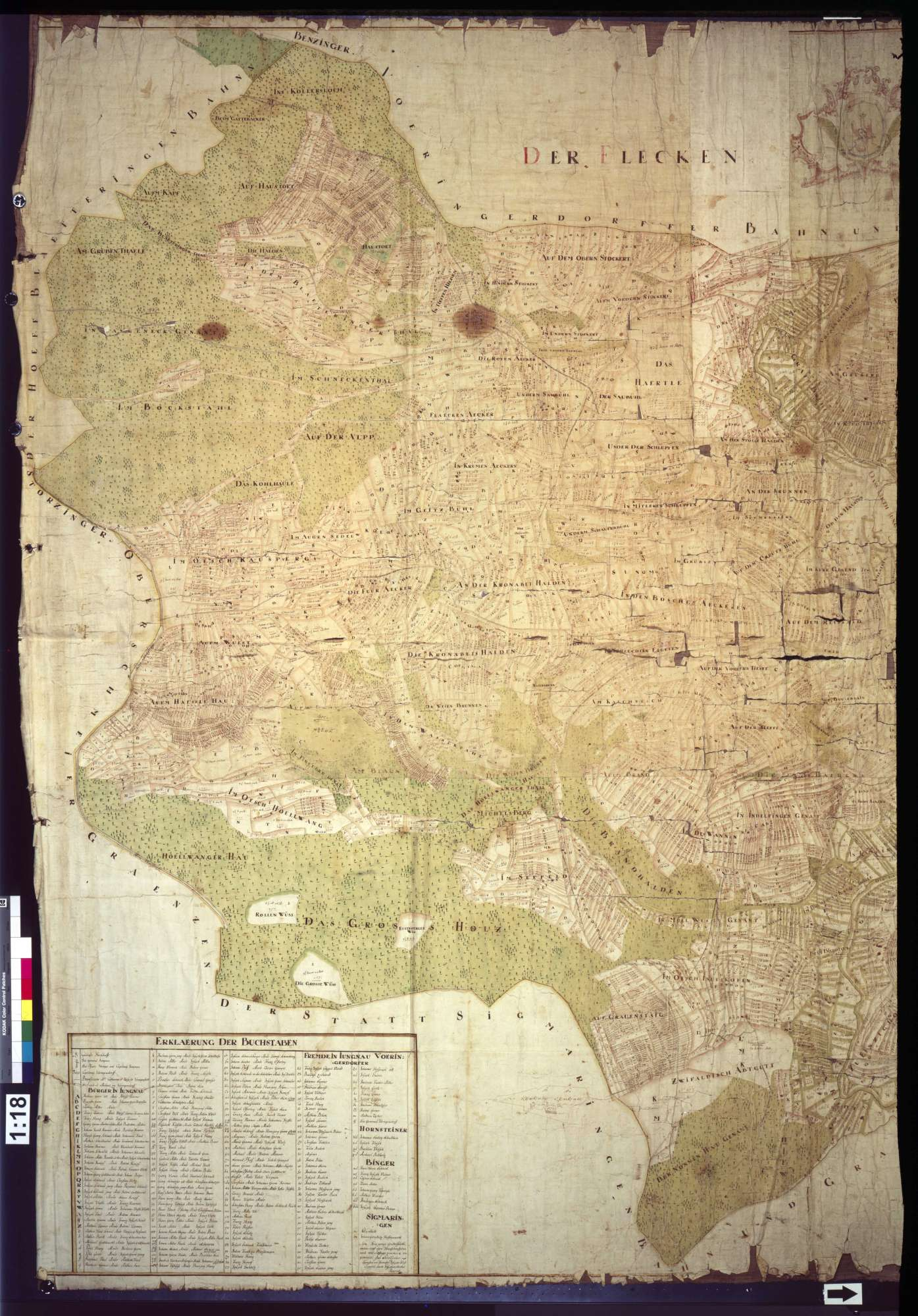
Karte des Fleckens Jungnau (18. Jahrhundert), Original beim Landesarchiv Baden-Württemberg

Die Herrschaft Jungnau war eine Herrschaft mit Sitz auf Burg Jungnau in Jungnau, heute ein Stadtteil von Sigmaringen in Baden-Württemberg. 
Nach dem Ort nannte der Ritter Burkhard von Jungingen eine Burg, die er 1316 auf von Berthold von Schiltau erworbenem Gebiet errichtete. Im Jahr 1367 kauften die Herren von Reischach die Herrschaft, die 1418 von den Grafen von Werdenberg erworben wurde. Nach deren Aussterben 1534/35 fiel die aus Jungnau und einigen Dörfern bestehende Herrschaft an die Grafen von Fürstenberg. 
Die Herrschaft Jungnau gehörte zum Schwäbischen Reichskreis. Sie wurde 1806 mediatisiert und 1840 von Hohenzollern-Sigmaringen erworben.